# Skyforger
A Skyforger lett folk metal/black metal együttes, amelyet négy tag alkot: Peteris Kvetkovskis, Edgars Grabovskis, Alvis Bernans és Arturs Jurjans. 
1995-ben alakultak meg Rigában, Lettország fővárosában. Egy rövid életű doom metal zenekar, a "Grindmaster Dead" maradványaiból alakult meg. 1997-ben megjelentetett demólemezükön még black metal stílusban játszottak, de az évek alatt áttértek a folk metalra. Ezt a demólemezt 2005-ben újból kiadták, feljavított (remastered) verzióban. Fő témáik a pogány istenek, a háború, a lett történelem, a mitológia és a történelmi harcok. Ezek mellett hagyományos lett népdalokat is játszanak. Jelentős szerepe van a népi hangszereknek a dalaikban, például fuvola, duda, pánsíp. Az egyik nagylemezükön thrash metal elemek is megjelentek.

## Diszkográfia
- Semigalls' Warchant (demó, 1997, 2005-ben újra megjelentették négy új dallal)
- Kauja pie Saules (1998)
- Latviesu Strelnieki (2000)
- Perkonkalve (2003)
- Zobena Dziesma (2003)
- Kurbads (2010)
- Senprusija (2015)